# Saint-Pierre-de-Bat
Saint-Pierre-de-Bat is een gemeente in het Franse departement Gironde (regio Nouvelle-Aquitaine) en telt 307 inwoners (2004). De plaats maakt deel uit van het arrondissement Langon.

## Geografie
De oppervlakte van Saint-Pierre-de-Bat bedraagt 9,0 km², de bevolkingsdichtheid is 34,1 inwoners per km².
De onderstaande kaart toont de ligging van Saint-Pierre-de-Bat met de belangrijkste infrastructuur en aangrenzende gemeenten.

## Demografie
Onderstaande figuur toont het verloop van het inwonertal (bron: INSEE-tellingen).